# Aeroportul Inhaca
Aeroportul Inhaca (IATA: IHC, ICAO: FQIA) este un aeroport din Distrito Municipal de KaNyaka⁠(d), Maputo, Mozambic ce deservește zona Inhaca⁠(d). A fost numit după zona deservită.
Situat la o altitudine de 2 m, aeroportul dispune de o singură pistă.